# Blodgas
Blodgas är ett blodprov som i de flesta fall tas från handledens radiala artär, för att mäta syre- och koldioxidhalten i det arteriella blodet. Det artäriella blodet är den del av blodomloppet som bär syre från lungorna och ut till vävnader i kroppen. Blodprovet är en viktig del i bedömning av patientens lungfunktion.  
Provet speglar andningsstatusen, det vill säga hur väl syreupptagningen fungerar, och analyseras i relation till syra-bas-balansen i kroppen. Inom akutsjukvården är det ett viktigt redskap för att kunna ge rätt behandling för patienter med allvarliga andningsproblem.
I samband med blodgasen analyseras oftast flera andra parametrar för samma provmaterial. De vanligaste apparaterna som används inom modern akutsjukvård analyserar:
- pH (hur surt eller basiskt blodet är)
- pCO2 (partialtrycket för koldioxid)
- pO2 (partialtrycket för syrgas)
- sO2 (syremättnad)
- HCO3- (eller standardbikarbonat) som är ett buffrande ämne
- BE (Base Excess eller basöverskott) som är ett mått på hur mycket buffrande substanser som finns i kroppen
- Anjongap (beräknat utifrån elektrolyter)
- Natrium
- Kalium
- Klorid
- Laktat
- Glukos